# Saint-Marin Libre
Saint-Marin Libre (en italien : Libera San Marino ; abrégé Libera) est un parti politique à Saint-Marin. À l'origine établi comme alliance électorale pour les élections législatives de 2019, il se transforme en parti en novembre 2020.

## Histoire
Saint-Marin Libre est formé le 14 octobre 2019 par quatre partis politiques — le Mouvement civique 10, Gauche démocrate et socialiste, le Mouvement idéal socialiste et le parti Réformes et développement — afin de participer aux élections législatives de 2019,. À l'issue du scrutin, l'alliance remporte la troisième place et devient la première opposition parlementaire au Grand Conseil général.
Le 4 octobre 2020, le Mouvement idéal socialiste décide de quitter l'alliance.
Les trois partis restants décident de fusionner lors d'un congrès fondateur organisé les 13 et 14 novembre 2020. Le nouveau parti reprend le nom de la coalition de 2019. En vue des élections législatives de 2024, Saint-Marin Libre annonce un accord électoral avec le Parti des socialistes et des démocrates et le Parti socialiste. Il remporte  dix sièges et conclu un accord de gouvernement de coalition avec l'alliance de centre droit menée par le Parti démocrate-chrétien.

## Résultats électoraux

### Élections législatives
| Élection | Voix  | %     | Sièges  | +/– | Gouvernement |
| -------- | ----- | ----- | ------- | --- | ------------ |
| 2019     | 2 964 | 16,49 | 10 / 60 | Nv  | Opposition   |
| 2024     | 2 863 | 15,75 | 10 / 60 |     | Gouvernement |